# Iglesia del Rosario (Tortosa)
La iglesia del Rosario es un edificio religioso de la población de Tortosa perteneciente a la comarca catalana del Bajo Ebro en la provincia de Tarragona. Es una construcción de arquitectura historicista incluida en el Inventario del Patrimonio Arquitectónico de Cataluña y protegida como Bien Cultural de Interés Local.
Es obra del arquitecto Juan Abril Guañabens.

## Historia
La primitiva Iglesia del Rosario se encontraba al otro lado de río, justo donde se halla la rampa de acceso al puente. Formaba parte del Convento de los Dominicos y se derribó para construir dicho puente, abonando el Estado por este motivo 155.679'83 pesetas.
La primera piedra se colocó el 4 de diciembre de 1911 y las obras se terminaron el 25 de junio de 1914. Sufrió importantes desperfectos con la Guerra Civil Española, y fue reconstruida por «Regiones Devastadas», que eliminó la mayor parte de efectos decorativos y decapitó el campanario. Las obras se iniciaron con la construcción de la Capilla del Sacramento, que funcionó como parroquia hasta la inauguración de la iglesia. Se edificó como parroquia de los arrabales de San Vicente, la Cruz y Ferrerías.

## Descripción
El edificio está situado junto al puente del Ebro, en el margen derecho del río. Consta de planta rectangular de tres naves, divididas a su vez en cuatro tramos, y ábside semicircular correspondiente sólo a la nave central. En las naves laterales hay una pequeña capilla y la sacristía. Las dimensiones en planta son 40 por 20 metros. Las naves laterales no tienen acceso directo desde el exterior, y fueron concebidas como capillas intercomunicadas.

### Interior

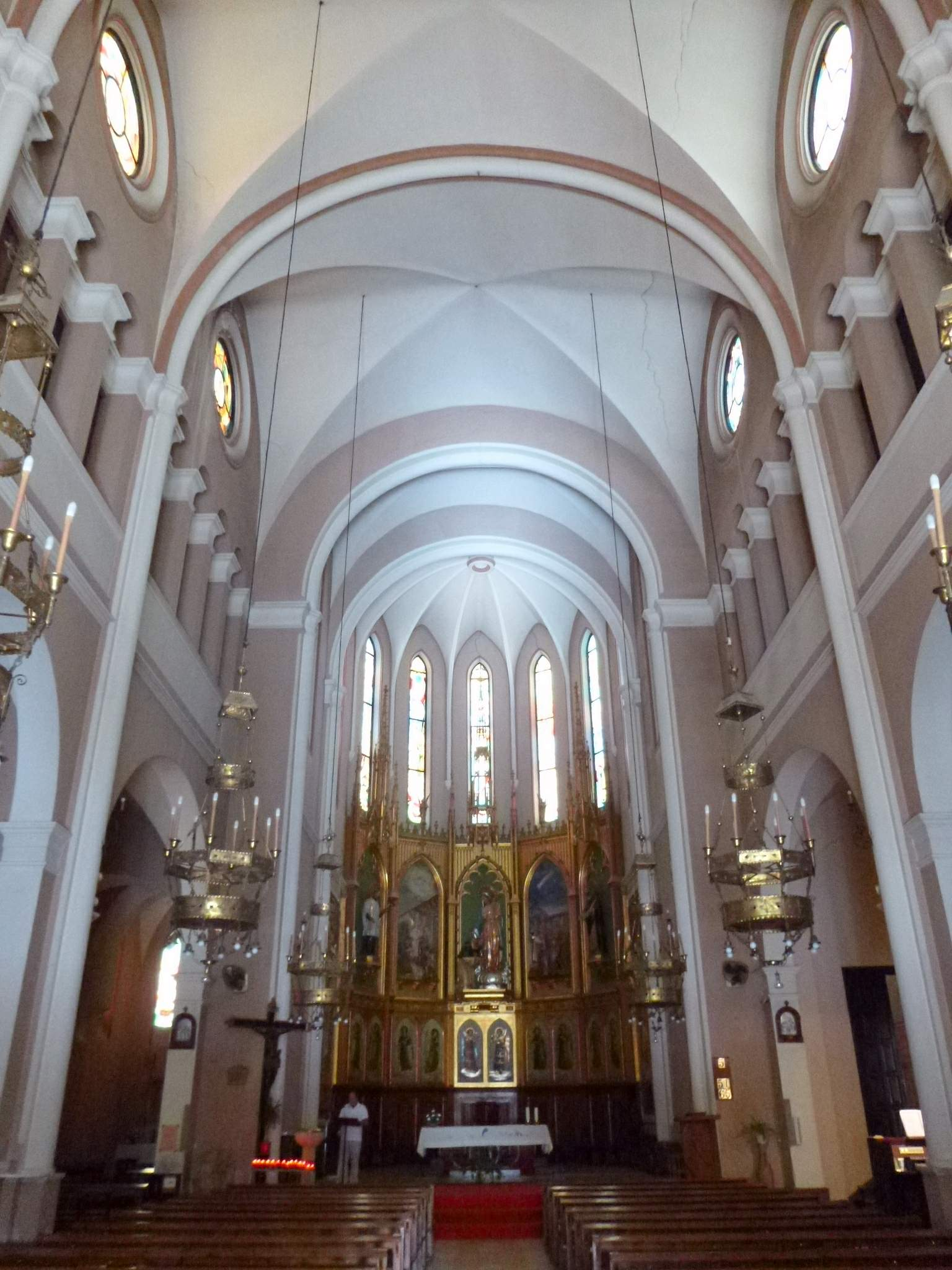
Interior del templo.

En alzado, la nave central tiene mayor altura, aprovechada para colocar en el desnivel una tribuna ciega y ojos de buey circulares en el nivel superior. La separación entre nave central y laterales se realiza mediante arcos de medio punto con pilares compuestos intermedios, que se prolongan en la nave central hasta los arcos torales de la bóveda. Cada tramo de nave lateral dispone de un retablo, la mayoría, como el del presbiterio, son neogóticos. Aparte de los ojos de buey, hay ventanas apuntadas en el presbiterio. Las ventanas de las naves laterales han sido, como las de la tribuna, cegadas en el interior. Son estrechas y con arco de medio punto en el primer caso y rectangulares en el segundo. En el tramo de los pies se encuentra el coro y el vestíbulo, aislado del interior y comunicado con una puerta. La decoración es austera, limitada al niveles de separación de las naves laterales, tribuna y arcos de inspiración lombarda bajo los aleros superiores.

### Exterior

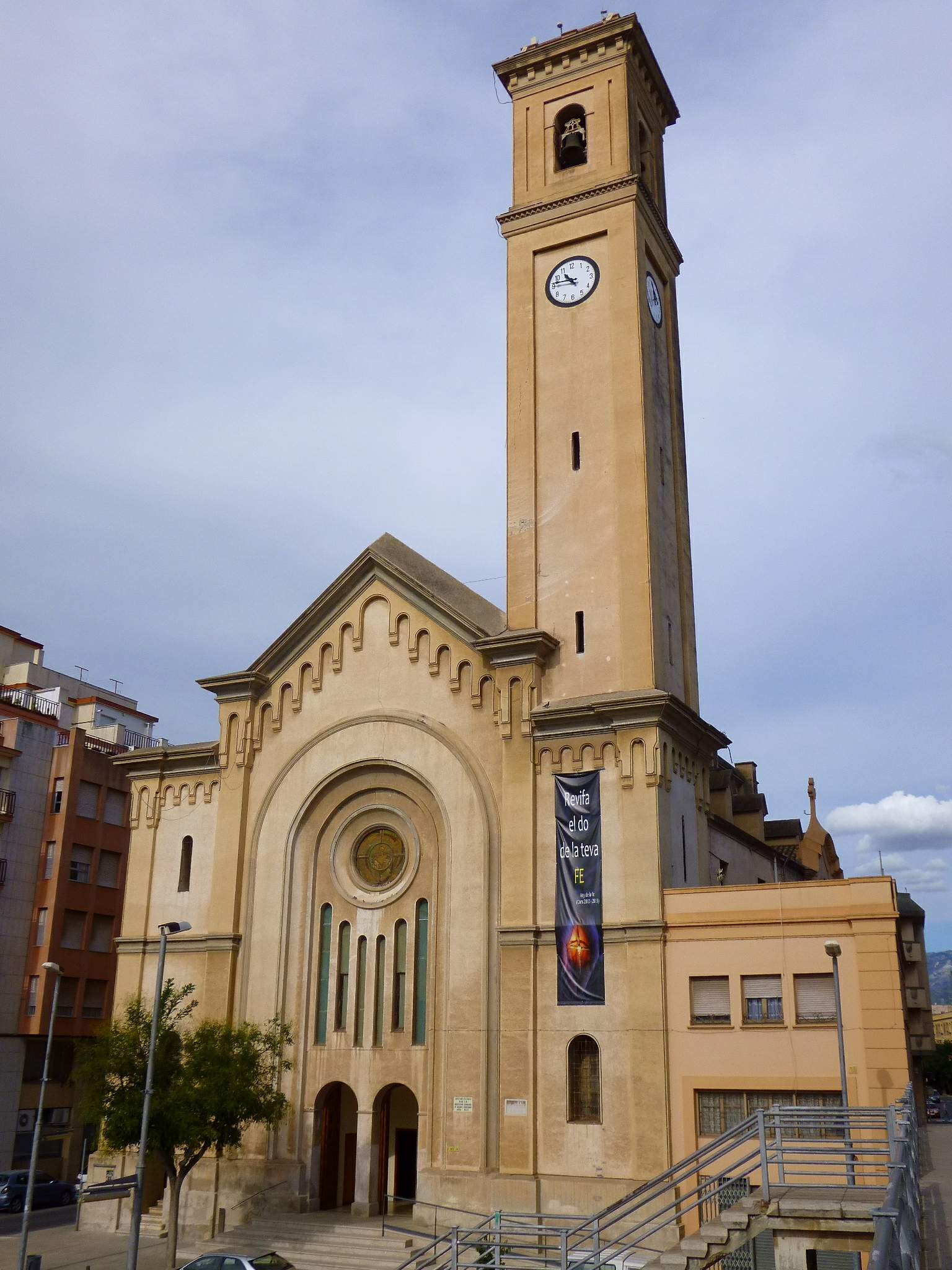
Fachada de la iglesia.

El exterior refleja la estructura interior. Presenta tres accesos, el principal y dos laterales. En los tres el cuerpo que los engloba tiene remate superior triangular. Especialmente en la fachada se encuentra la inspiración en la arquitectura lombarda en la forma de medio punto de las ventanas para dar efectos estéticos. Hay restos de la antigua decoración escultórica en la portada de la calle del Puente. y la forma de medio punto de las ventanas para dar efectos estéticos. Hay restos de la antigua decoración escultórica en la portada de la calle del Puente. En el ángulo izquierdo de la fachada se levanta el campanario de 53 metros de altura y sección cuadrada.